# Santiago Carrera
Santiago Carrera, vollständiger Name Santiago Nicolás Carrera Sanguinetti, (* 5. März 1994 in Montevideo) ist ein uruguayischer Fußballspieler.

## Karriere

### Verein
Der 1,87 Meter große Defensivakteur Carrera stand zu Beginn seiner Karriere bei River Plate Montevideo unter Vertrag. In der Saison 2010/11 steht bei dem Erstligisten ein Einsatz (kein Tor) in der Primera División für ihn zu Buche. 2012/13 lief er bei den Montevideanern 16-mal in der höchsten Spielklasse auf und schoss drei Tore. In der Spielzeit 2013/14 bestritt er drei weitere Ligapartien (kein Tor) für River Plate Montevideo. 2014 wechselte er während jener Saison zum Ligakonkurrenten Sud América. Dort kam er in der Clausura zu 14 Erstligaeinsätzen und erzielte einen Treffer. Nachdem bereits Ende Januar 2014 der SSC Neapel Sud América ein Angebot zur Verpflichtung des Spielers unterbreitet hatte, wurde im Juli 2014 über ein Interesse des italienischen Klubs Sassuolo an einer Verpflichtung Carreras berichtet. Ein Transfer kam aber nicht zustande. In der Saison 2014/15 wurde Carrera 14-mal (zwei Tore) in der höchsten uruguayischen Spielklasse aufgestellt. Mitte Januar 2015 wechselte er auf Leihbasis zunächst bis Dezember 2015 zum argentinischen Verein Club Atlético Huracán und bestritt bis zu seinem letzten Einsatz am 18. April 2015 zwei Erstligaspiele (kein Tor). Er kehrte jedoch vorzeitig zu Sud América zurück und wurde Ende Juli 2015 an den Erstligaaufsteiger Liverpool Montevideo verliehen. Bei den Montevideanern lief er in der Apertura 2015 achtmal (kein Tor) in der Primera División auf. Anfang Februar 2016 kehrte er zu Sud América zurück und erzielte in der Clausura 2016 zwei Treffer bei zwölf Erstligaeinsätzen. In der Saison 2016 absolvierte er elf Erstligaspiele (kein Tor), bis zum Abschluss des Torneo Intermedio 2017 folgten zehn weitere Erstligaeinsätze (kein Tor). Im August 2017 verpflichtete ihn Defensor Sporting.

### Nationalmannschaft
Carrera stand im Aufgebot der uruguayischen U-17-Auswahl bei der U-17-Südamerikameisterschaft 2011 in Ecuador. Auch nahm er mit ihr an der U-17-Weltmeisterschaft 2011 in Mexiko teil. Dabei trug er mit zwei Vorrundeneinsätzen gegen die Auswahlteams von Ruanda und Kanada zum Gewinn des Vize-Weltmeistertitels bei.

### Erfolge
- U-17-Vize-Weltmeister 2011
- U-17-Vize-Südamerikameister 2011